# Пепі, Люсі, Бом та інші дівчата
Пепі, Люсі, Бом та інші дівчата (ісп. Pepi, Luci, Bom y otras chicas del montón) — перший повнометражний фільм іспанського режисера Педро Альмодовара, який вийшов 1980 року.

## Сюжет
Фільм розповідає про «богемне життя» трьох дівчат, одна з яких — лесбійка, а інша — мазохістка. Головна героїня стрічки Пепі стала жертвою сексуального насильства з боку поліцейського, що зловив її за вирощування марихуани у власній квартирі. Дівчина має намір помститися кривднику — зробити так, щоб від нього пішла дружина.

## Ролі
- Кармен Маура — Пепі
- Ольвідо Гара — Бом
- Ева Сіва — Люсі
- Фелікс Ротаета — поліцейський (чоловік Люсі)
- Конча Грегорі
- Кіті Манвер
- Сесілія Рот
- Хульєта Серрано
- Крістіна Санчес Паскуаль
- Хосе Луїс Агірре